# Chierika Ukogu
Chierika Ukogu, född 2 oktober 1992, är en nigeriansk roddare.
Ukogu tävlade för Nigeria vid olympiska sommarspelen 2016 i Rio de Janeiro, där hon slutade på 20:e plats i singelsculler.